# 畑中萬里江
畑中萬里江（日语：畑中 万里江，8月24日—），日本女性配音員。出身於愛知縣。

## 人物簡介
ARTSVISION所屬，日本播音演技研究所畢業。擅長方言為名古屋方言。興趣和特長有打排球、畫畫、書道。

## 演出作品
※粗體字表示說明飾演的主要角色。

### 電視動畫
2014年
- 名偵探柯南（女性播報員）

2015年
- 歌之王子殿下 真愛革命（通行人）
- 俺物語!!（步）
- 新我們這一家（女子高生A）
- 死亡遊行（千里〈幼少時期〉）
- 哆啦A夢 (水田山葵版)（女子A、女孩子A、班上同學B）
- 名探偵柯南（朱美、熊堂一馬）
- 輕鬆百合3☆hi！（好子）

2016年
- 蠟筆小新（大姊姊B）
- 競女!!!!!!!!（學生）
- 新我們這一家（女子B）
- 哆啦A夢 (水田山葵版)（女子1）
- 從前有座靈劍山 星塵之宴（瑠璃仙[2]、女性）

2017年
- 哆啦A夢 (水田山葵版)（女孩子1、女孩子2、女子2）
- 從前有座靈劍山 通往睿智的資格（瑠璃仙[3]）
- 巴哈姆特之怒 VIRGIN SOUL（龍族女子）
- 動畫同好會（女學生）
- 名偵探柯南（女店員）

2019年
- 哆啦A夢 (水田山葵版)（班上同學4）
- 名偵探柯南（工藤家的狂熱愛好者、女性）
- 偶像夢幻祭（觀眾）

### 電影動畫
2012年
- 被狙擊的學園

2024年
- 哆啦A梦：大雄的地球交响乐（学生）

### 網路動畫
2015年
- 動畫心療內科（女學生、女人B、受理A）

### 遊戲
2013年
- 輪轉惡魔！（日语：わグルま!）（[4]）
- 懶懶機器人vs邪惡機器人（螺絲子）

2014年
- 維納斯地牢（司馬遷、李元霸、包拯[5]）
- 核心爭霸（娜黛茱達[6]）

2015年
- 激鬥學園！（知多妮姆[7]、紫衣路妮摩[8]）
- 姬王與最後的騎士團[9]
- 封印勇者！瑪恩島與空之迷宮（露蕾[10]、泰德蕾[11]）
- 皇家同花順英雄（西西莉亞·馬修茲[12]）

2017年
- 夏日課程：新城千里七曜的練習曲（新城千里[13]）
- Grand Summoners（古代機姬拉普蕾、減壞機神拉普蕾）

2018年
- 天華百劍 -斬-（今劍）

2019年
- 野良與皇女與流浪貓之心2（[14]）

### 廣播劇CD
- 音恐怪話
- 年下彼氏的戀愛管理癖2（峰雄的妹妹）

### 外語配音
※作品依英文名稱及英文原名排序。

#### 電影
- 桃色謎雲（英语：The Lady in the Car with Glasses and a Gun (2015 film)）（Anita〈Stacy Martin 飾演〉）
- 記憶中的美好歌聲 (2016年電影)

#### 電視影集
- 馬蓋先 (2016年電視影集)
- 高堡奇人 (第4季)（Amy[15]）
- 傳教士
- 維京傳奇（Hvitserk 等）

#### 動畫
- 內褲隊長傳奇（英语：The Epic Tales of Captain Underpants）（Dressy）※Netflix版。

### 數位漫畫
- VOMIC 排球少年!!

## 音樂作品

### 角色歌曲
| 發行日期 | CD標題   | 名義                                                                 | 樂曲名稱       | 商業搭配                      |
| 2019年   | 2019年   | 2019年                                                               | 2019年         | 2019年                        |
| -------- | -------- | -------------------------------------------------------------------- | -------------- | ----------------------------- |
| 7月18日  | & ～未～ | 新城知里（中萬里江）                                                 | 「虹追」       | 遊戲《夏日課程》相關歌曲      |
| 7月18日  | & ～未～ | 宮本光（田每夏實）、艾莉森·史諾（阿部里果）、新城知里（中萬里江）    | 「未」         | 遊戲《夏日課程》相關歌曲      |
| 2019年   |          |                                                                      |                |                               |
| 4月17日  | 百華繚亂 | 今劍（畑中萬里江）、古今傳授之太刀（朝日奈丸佳）、北谷菜切（下地紫野） | 「北風浪漫。」 | 遊戲《天華百劍 -斬-》相關歌曲 |

## 外部連結
- ARTSVISION公式官網的聲優簡介 （页面存档备份，存于） （日語）
- 畑中萬里江的X（前Twitter） （日語）